# Luc Terlinden
Luc Terlinden (ur. 17 października 1968 w Etterbeek) – belgijski duchowny rzymskokatolicki, arcybiskup metropolita Mechelen-Brukseli, prymas Belgii oraz ordynariusz wojskowy Belgii od 2023.

## Życiorys
Święcenia kapłańskie otrzymał 18 września 1999 z rąk kardynała Godfrieda Danneelsa i został prezbiterem archidiecezji Mechelen-Bruksela. Był m.in. kierownikiem kurialnego urzędu ds. duszpasterstwa powołań, przełożonym brukselskiego seminarium, a także wikariuszem generalnym archidiecezji.
22 czerwca 2023 papież Franciszek mianował go arcybiskupem metropolitą Brukseli. 28 czerwca papież Franciszek dodatkowo mianował go ordynariuszem wojskowym Belgii. 3 września 2023 otrzymał w archikatedrze w Mechelen święcenia biskupie z rąk abpa kard. Josefa De Kesela, poprzednika na obu urzędach. W uroczystości uczestniczył m.in. król Belgów Filip I Koburg z żoną Matyldą.